# Lista delle ecoregioni italiane

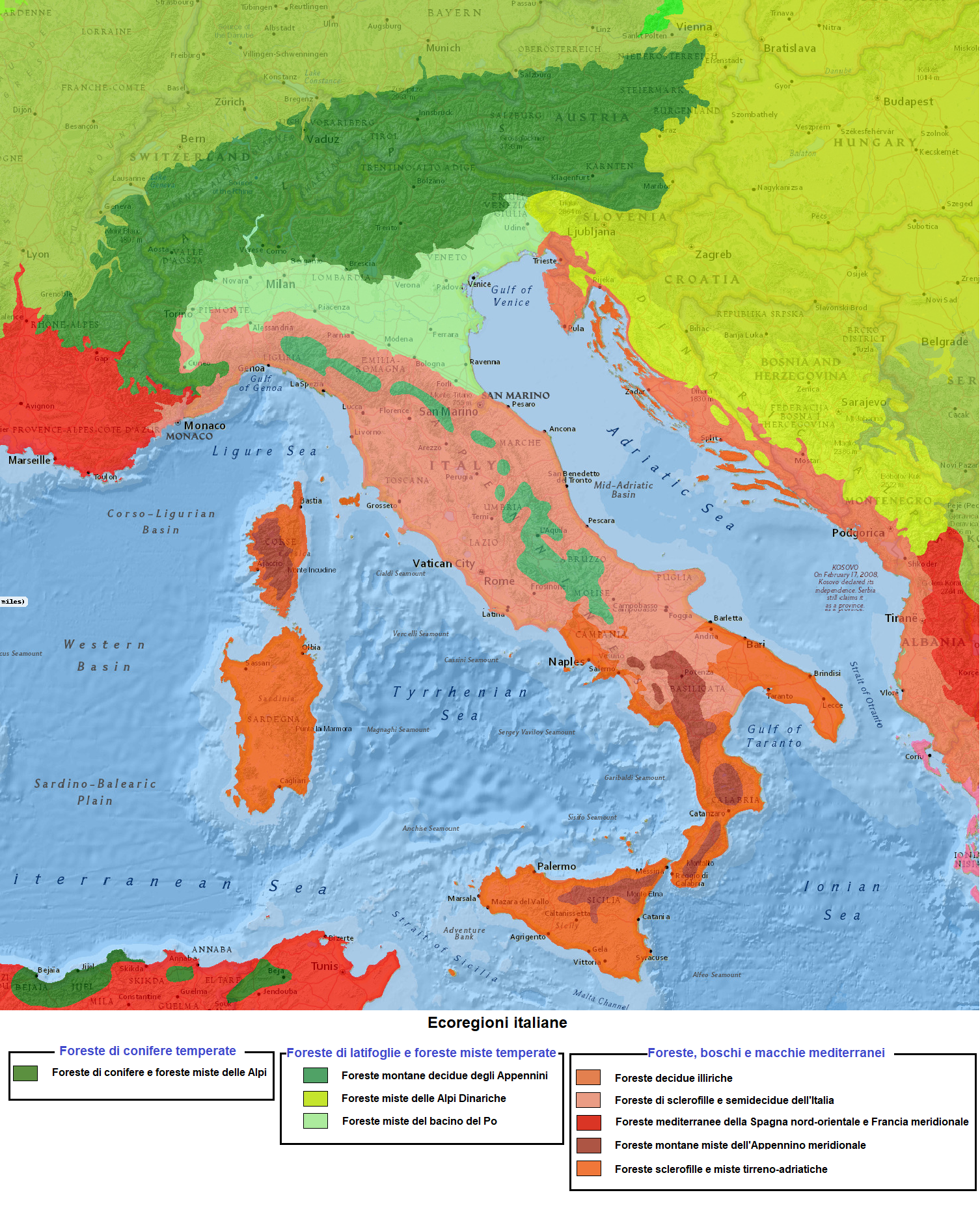

Questa è una lista delle ecoregioni che interessano in tutto o in parte l'Italia, secondo la classificazione del World Wildlife Fund (WWF).

## Ecoregioni terrestri
L'Italia fa parte dell'Ecozona paleartica. Le sue ecoregioni terrestri appartengono ai biomi delle:
- Foreste di conifere temperate;
- Foreste di latifoglie e foreste miste temperate;
- Foreste, boschi e macchie mediterranei.

Foreste di conifere temperate
- Foreste di conifere e foreste miste delle Alpi (PA0501).

Foreste di latifoglie e foreste miste temperate
- Foreste montane decidue degli Appennini (PA0401);
- Foreste miste delle Alpi Dinariche (PA0418);
- Foreste miste del bacino del Po (PA0432).

Foreste, boschi e macchie mediterranei
- Foreste decidue illiriche (PA1210);
- Foreste di sclerofille e semidecidue dell'Italia (PA1211);
- Foreste mediterranee della Spagna nord-orientale e Francia meridionale (PA1215);
- Foreste montane miste dell'Appennino meridionale (PA1218);
- Foreste sclerofille e miste tirreno-adriatiche (PA1222).

## Ecoregioni d'acqua dolce
Le ecoregioni d'acqua dolce che interessano l'Italia sono due e appartengono entrambe al bioma dei fiumi delle coste temperate dell'ecozona Paleartica.
Fiumi delle coste temperate
- Versante adriatico italiano centrale e settentrionale (ecoregione 415);[2]
- Versanti ligure, tirrenico, ionico italiano, adriatico italiano meridionale, Sicilia, Sardegna, Corsica (ecoregione 416).[3]

## Ecoregioni marine
Le Ecoregioni marine dell'Italia rientrano nel regno marino dell'Atlantico settentrionale temperato e nella provincia marina del Mar Mediterraneo.
Mare Mediterraneo
- Mare Adriatico (codice MEOW 30);
- Mare Ionio (codice MEOW 34);
- Mediterraneo occidentale (Codice MEOW 35).

## Ecoregioni globali

I biomi terrestri secondo la lista "Global 2000"

L'Italia è anche interessata da 3 delle ecoregioni globali della lista Global 200 individuata dal WWF come ecoregioni considerate prioritarie per la conservazione. Le prime due regioni sono terrestri, la terza marina: 
- Ecoregione n. 77 - Foreste miste montane dell'Europa mediterranea (European-Mediterranean Montane Mixed Forests);
- Ecoregione n. 123 - Formazioni forestali mediterranee (Mediterranean Forests, Woodlands, and Scrub);
- Ecoregione n. 199 - Mar Mediterraneo (Mediterranean Sea).